# Кингисеппский район
Кингисе́ппский муниципа́льный райо́н — муниципальное образование в юго-западной части Ленинградской области. Административный центр — город Кингисепп.
Образован в 1927 году. Исторически ему предшествовал Кингисеппский (ранее — Ямбургский) уезд Ленинградской (ранее — Петроградской, Санкт-Петербургской) губернии, созданный в 1783 году.

## География
Граничит:
- на северо-востоке — с Ломоносовским муниципальным районом;
- на востоке — с Волосовским муниципальным районом;
- на юге — со Сланцевским муниципальным районом;
- на западе — государственная граница с Эстонией.

С северо-запада территория района омывается водами Финского залива.
Расстояние от административного центра района до Санкт-Петербурга — 145 км.

## Природа
Территория района имеет равнинный рельеф, абсолютные высоты 0—150 метров над уровнем моря. К востоку от Лужской губы расположена Сойкинская возвышенность, а в долинах крупных рек — низменности (Лужская и Плюсская). Через территорию района проходит Балтийско-Ладожский уступ (глинт). На территории района имеются залежи фосфоритов, строительного песка, стекольного песка, диатомита (абразива).
Климат района умеренно континентальный. Средняя температура июня 17 °C, января — −8 °C. Годовое количество осадков — 550—700 мм. Абсолютный минимум температур −43 °C, максимум — 32 °C.
По территории района протекают реки Луга, Нарва. Также в районе расположено Нарвское водохранилище, прилегающие к нему территории заболочены.
Почвы в западной части района в основном дерново-подзолистые, болотные и торфяные, в долине реки Луга — аллювиальные, на востоке — дерново-карбонатные, на севере — слабоподзолистые и среднеподзолистые. Основными почвообразующими породами являются пески и супеси, торф, глины и суглинки.
Преобладают вторичные осиново-берёзовые леса. Первичные еловые и сосновые леса покрывают относительно небольшую площадь. Уровень лесистости в южной части района высокий, в северной — средний. Значительные территории занимают сельхозугодья.
Из млекопитающих в районе обитают лось, кабан, заяц-русак, белка, ондатра, обыкновенный бобр, волк, енотовидная собака, лисица. Из птиц — глухарь и серая куропатка. Фауну Финского залива представляют утка местная, утка пролётная, нерпа, тюлень.
На территории района расположены следующие особо охраняемые природные территории:
- Ингерманландский государственный природный заповедник;
- Дубравы у деревни Велькота — региональный комплексный заказник;
- Котельский региональный комплексный заказник.

Территории ряда населённых пунктов Кингисеппского района официально признаны зараженными в результате аварии на Чернобыльской АЭС, их названия перечислены в утверждённом правительством «Перечне населённых пунктов, находящихся в границах зон радиоактивного загрязнения вследствие катастрофы на Чернобыльской АЭС». В грибах и ягодах на территории Кингисеппского района наблюдается повышенное содержание цезия-137. В меньшей степени накапливают в себе цезий вёшенка, шампиньон, дождевик жемчужный, гриб-зонтик пестрый, опята, подберёзовик, подосиновик, рядовка серая, лисички, белый гриб. Более опасны в этом плане сыроежки, рыжики, грузди, волнушка розовая, зеленушка. И наиболее активно накапливают тяжёлые металлы и радионуклиды маслята, моховики, свинушка, горькушка, польский гриб.

## История
В 1783 году в составе Санкт-Петербургской губернии был образован Ямбургский уезд, уездным городом стал Ямбург. В 1922 году он был переименован в Кингисеппский.
В 1927 году был образован Кингисеппский район в составе Ленинградского округа Ленинградской области, он стал одним из четырёх районов, на который был разделён Кингисеппский уезд.
В районе проживали 22 019 человек, в том числе в сельской местности — 17 016 человек, из них:
- русские — 9306 человек;
- финны — 1783 человек;
- эстонцы — 2295 человек;
- ижора — 3015 человек[7].

В 1930 году в связи с ликвидацией округов вошёл непосредственно в область. В январе 1931 года в состав Кингисеппского района вошла территория упразднённого Котельского района. С 1935 по 1940 год Кингисеппский район входил в состав Кингисеппского округа, который также включал в себя Волосовский и Осьминский районы.
В марте 1941 года Черновский сельсовет был передан из Кингисеппского района в новый Сланцевский район.
В годы Великой Отечественной войны район был оккупирован и значительно пострадал. В послевоенные годы хозяйство района было восстановлено. Новый импульс к развитию дало открытие в начале 1960-х годов крупного предприятия химической промышленности «Фосфорит».
В 1945 году в состав района была включена часть территории Эстонской ССР к востоку от реки Нарва (Эстонская Ингерманландия), включая посёлок Ивангород. В 1954 году Ивангород получил статус города. В 1963 году был образован Кингисеппский сельский район, включивший в себя территорию бывших Кингисеппского, Волосовского и Сланцевского районов. 12 января 1965 года Кингисеппский сельский район был преобразован в район, из его состава вновь был выделен Волосовский район. 3 ноября 1965 года из Кингисеппского района был выделен Сланцевский район. В составе района остались два города районного подчинения: Кингисепп и Ивангород и 14 сельсоветов (Большелуцкий, Великинский, Кайболовский, Конновский, Котельский, Кошкинский, Кракольский, Куземкинский, Куровицкий, Нежновский, Опольевский, Пустомержский, Сойкинский, Удосоловский). В 1976 году город Кингисепп отнесен к категории городов областного подчинения. По данным 1990 года в составе района зарегистрировано 10 сельсоветов (упразднены Великинский, Куровицкий, Удосоловский сельсоветы; Конновский, Кракольский сельсоветы объединены в Усть-Лужский сельсовет). В феврале 1992 года город Ивангород отнесён к категории городов областного подчинения.
18 января 1994 года постановлением главы администрации Ленинградской области № 10 «Об изменениях административно-территориального устройства районов Ленинградской области» изменено название административно-территориальной единицы «сельсовет» на исторически традиционное наименование административно-территориальной единицы России «волость», таким образом в составе района организовано 9 волостей (упразднён Кошкинский сельсовет).
17 апреля 1996 года после принятия областного закона № 9-ОЗ «Об административно-территориальном устройстве Ленинградской области» Кингисеппский район получил статус муниципального образования.
С 1 января 2006 года в соответствии с областным законом № 81-оз от 28 октября 2004 года «Об установлении границ и наделении соответствующим статусом муниципального образования Кингисеппский муниципальный район и муниципальных образований в его составе». в составе района образованы 2 городских и 9 сельских поселений, города Кингисепп и Ивангород вошли в состав района как городские поселения.

## Символика
Кингисеппский район имеет герб и флаг.
Герб района был утверждён решением Совета депутатов района № 253-с от 20 декабря 2006 года. Его геральдическое описание гласит: «в лазоревом (синем) поле золотые солнце (без изображения лица) и летящий к нему видимый со спины орёл, положенные в перевязь и сопровождённые в оконечности серебряной стеной, сложенной из глыб и мурованной чёрным, с двумя башнями, имеющими червленые (красные) остроконечные крыши, по краям и чёрные бойницы; поверх стены — узкая лазоревая оконечность в виде волн, бегущих вправо».
Флаг района был утверждён решением Совета депутатов района № 254-с от 20 декабря 2006 года. Его описание гласит: «флаг Кингисеппского муниципального района представляет собой прямоугольное синее полотнище с отношением ширины к длине 2:3, несущее вдоль нижнего края выделенный более светлым голубым контуром орнамент в виде бегущих волн, и вплотную к этим волнам — изображение белого укрепления с двумя башнями, с красными кровлями и со швами кладки и бойницами, выделенными чёрным; над укреплением изображён жёлтый орёл в полёте; в крыже — жёлтое солнце».

## Население
| 1939    | 1959    | 1970    | 1979    | 1989    | 2002    | 2006    | 2009    | 2010    |
| ------- | ------- | ------- | ------- | ------- | ------- | ------- | ------- | ------- |
| 43 111  | ↗48 995 | ↗53 672 | ↘34 580 | ↘34 081 | ↘20 408 | ↗81 400 | ↘80 704 | ↘78 183 |
| 2011    | 2012    | 2013    | 2014    | 2015    | 2016    | 2017    | 2018    | 2019    |
| ↗78 329 | ↗79 149 | ↗79 237 | ↗79 656 | ↘79 647 | ↘79 099 | ↘78 697 | ↗78 839 | ↘76 182 |
| 2020    | 2021    | 2023    | 2024    | 2025    |         |         |         |         |
| ↘74 881 | ↗84 937 | ↘83 838 | ↘83 361 | ↗89 831 |         |         |         |         |

С 1976 по 2006 год город Кингисепп и с 1992 по 2006 год город Ивангород не входили в состав района.
Численность населения района составляет 4,36  % от общей численности Ленинградской области.

### Урбанизация
В городских условиях (города Ивангород и Кингисепп) проживают 64,29 % населения района.
Планируется строительство нового города на 34,5 тыс. жителей в окрестностях морского порта Усть-Луга (деревня Краколье).

### Национальный состав
По национальному составу подавляющее большинство населения — русские. В небольших количествах проживают коренные финно-угорские народы ижора и водь, а также ингерманландцы.
По итогам переписи населения 2020 года проживали следующие национальности (национальности менее 0,1 % и другое, см. в сноске к строке «Другие»):
| Национальность | Численность, чел. | Доля     |
| -------------- | ----------------- | -------- |
| Русские        | 72 050            | 84,83 %  |
| Узбеки         | 1868              | 2,20 %   |
| Белорусы       | 883               | 1,04 %   |
| Украинцы       | 574               | 0,68 %   |
| Таджики        | 405               | 0,48 %   |
| Армяне         | 305               | 0,36 %   |
| Татары         | 278               | 0,33 %   |
| Азербайджанцы  | 274               | 0,32 %   |
| Киргизы        | 206               | 0,24 %   |
| Казахи         | 140               | 0,16 %   |
| Ижорцы         | 97                | 0,11 %   |
| Другие         | 7857              | 9,25 %   |
| Итого          | 84 937            | 100,00 % |

### Демография
Демографическая ситуация характеризуется естественной убылью населения.

## Муниципально-территориальное устройство
Кингисеппский муниципальный район как административно-территориальная единица делится на 11 поселений, как муниципальное образование — с 1 января 2006 года включает два городских и девять сельских поселений.
| №  | Поселение                         | Административный центр     | Количество населённых пунктов | Население (чел.) | Площадь (км²) |
| -- | --------------------------------- | -------------------------- | ----------------------------- | ---------------- | ------------- |
| 1  | Ивангородское городское поселение | город Ивангород            | 3                             | ↘9398            | 65,04         |
| 2  | Кингисеппское городское поселение | город Кингисепп            | 2                             | ↘48 537          | 44,02         |
| 3  | Большелуцкое сельское поселение   | посёлок Кингисеппский      | 22                            | ↗7296            | 602,59        |
| 4  | Вистинское сельское поселение     | деревня Вистино            | 19                            | ↗1292            | 200,30        |
| 5  | Котельское сельское поселение     | посёлок Котельский         | 44                            | ↘3361            | 377,70        |
| 6  | Кузёмкинское сельское поселение   | деревня Большое Кузёмкино  | 18                            | ↘1136            | 203,60        |
| 7  | Нежновское сельское поселение     | деревня Нежново            | 21                            | ↘1269            | 169,25        |
| 8  | Опольевское сельское поселение    | деревня Ополье             | 22                            | ↗3350            | 221,56        |
| 9  | Пустомержское сельское поселение  | деревня Большая Пустомержа | 18                            | ↘3940            | 520,77        |
| 10 | Усть-Лужское сельское поселение   | посёлок Усть-Луга          | 12                            | ↗8977            | 388,60        |
| 11 | Фалилеевское сельское поселение   | деревня Фалилеево          | 9                             | ↗1275            | 113,71        |

## Населённые пункты
Распределение населения района:
 Кингисепп (53,83 %) Ивангород (10,46 %) Усть-Луга (2,53 %) Кингисеппский (5,77 %) Котельский (2,07 %) Остальные (25,34 %)
В Кингисеппском районе 190 населённых пунктов.
| №   | Населённый пункт      | Тип                  | Население | Муниципальное образование         |
| --- | --------------------- | -------------------- | --------- | --------------------------------- |
| 1   | Александровская Горка | деревня              | ↗59       | Большелуцкое сельское поселение   |
| 2   | Алексеевка            | посёлок              | ↗643      | Опольевское сельское поселение    |
| 3   | Арболово              | деревня              | ↘4        | Котельское сельское поселение     |
| 4   | Бабино                | деревня              | ↘2        | Котельское сельское поселение     |
| 5   | Березняки             | деревня              | ↗14       | Котельское сельское поселение     |
| 6   | Большая Пустомержа    | деревня              | ↗1313     | Пустомержское сельское поселение  |
| 7   | Большая Рассия        | деревня              | →18       | Котельское сельское поселение     |
| 8   | Большие Валговицы     | деревня              | ↘17       | Котельское сельское поселение     |
| 9   | Большое Кузёмкино     | деревня              | ↘851      | Кузёмкинское сельское поселение   |
| 10  | Большое Райково       | деревня              | ↘15       | Нежновское сельское поселение     |
| 11  | Большое Руддилово     | деревня              | ↗33       | Котельское сельское поселение     |
| 12  | Большое Стремление    | деревня              | ↘65       | Нежновское сельское поселение     |
| 13  | Большой Луцк          | деревня              | ↗121      | Большелуцкое сельское поселение   |
| 14  | Брюмбель              | деревня              | ↗60       | Опольевское сельское поселение    |
| 15  | Валговицы             | посёлок ж.д. станции | ↘6        | Котельское сельское поселение     |
| 16  | Валья                 | деревня              | ↘7        | Опольевское сельское поселение    |
| 17  | Валяницы              | деревня              | ↘68       | Вистинское сельское поселение     |
| 18  | Ванакюля              | деревня              | ↘18       | Кузёмкинское сельское поселение   |
| 19  | Вассакара             | деревня              | ↘47       | Нежновское сельское поселение     |
| 20  | Веймарн               | посёлок ж.д. станции | ↗319      | Пустомержское сельское поселение  |
| 21  | Великино              | деревня              | ↗36       | Котельское сельское поселение     |
| 22  | Велькота              | деревня              | ↗52       | Котельское сельское поселение     |
| 23  | Венекюля              | деревня              | ↘10       | Кузёмкинское сельское поселение   |
| 24  | Вердия                | деревня              | ↘3        | Котельское сельское поселение     |
| 25  | Ветки                 | деревня              | ↘1        | Пустомержское сельское поселение  |
| 26  | Вистино               | деревня              | ↗884      | Вистинское сельское поселение     |
| 27  | Войносолово           | деревня              | ↗44       | Котельское сельское поселение     |
| 28  | Волково               | деревня              | ↘21       | Кузёмкинское сельское поселение   |
| 29  | Вольный               | хутор                | ↗6        | Котельское сельское поселение     |
| 30  | Выбье                 | деревня              | ↘59       | Усть-Лужское сельское поселение   |
| 31  | Гакково               | деревня              | ↗21       | Усть-Лужское сельское поселение   |
| 32  | Георгиевский          | посёлок              | ↘5        | Котельское сельское поселение     |
| 33  | Глинки                | деревня              | ↘36       | Вистинское сельское поселение     |
| 34  | Головкино             | деревня              | ↗1        | Нежновское сельское поселение     |
| 35  | Горка                 | деревня              | ↘2        | Кузёмкинское сельское поселение   |
| 36  | Горка                 | деревня              | ↗20       | Фалилеевское сельское поселение   |
| 37  | Горки                 | деревня              | ↗67       | Вистинское сельское поселение     |
| 38  | Горки                 | деревня              | ↘7        | Опольевское сельское поселение    |
| 39  | Гурлёво               | деревня              | ↗123      | Опольевское сельское поселение    |
| 40  | Дальняя Поляна        | деревня              | ↗3        | Кузёмкинское сельское поселение   |
| 41  | Домашово              | деревня              | ↗110      | Фалилеевское сельское поселение   |
| 42  | Дубки                 | деревня              | ↗28       | Вистинское сельское поселение     |
| 43  | Елизаветино           | деревня              | ↘6        | Котельское сельское поселение     |
| 44  | Жабино                | деревня              | ↗35       | Большелуцкое сельское поселение   |
| 45  | Залесье               | деревня              | ↘38       | Вистинское сельское поселение     |
| 46  | Заозерье              | деревня              | ↘4        | Нежновское сельское поселение     |
| 47  | Заполье               | деревня              | ↗59       | Опольевское сельское поселение    |
| 48  | Заречье               | деревня              | ↘11       | Большелуцкое сельское поселение   |
| 49  | Захонье-1             | деревня              | ↘14       | Большелуцкое сельское поселение   |
| 50  | Захонье-2             | деревня              | ↘201      | Большелуцкое сельское поселение   |
| 51  | Ивангород             | город                | ↘9397     | Ивангородское городское поселение |
| 52  | Ивановское            | посёлок              | ↘103      | Пустомержское сельское поселение  |
| 53  | Извоз                 | деревня              | ↘11       | Кузёмкинское сельское поселение   |
| 54  | Ильмово               | деревня              | ↘7        | Нежновское сельское поселение     |
| 55  | Именицы               | деревня              | →80       | Пустомержское сельское поселение  |
| 56  | Иципино               | деревня              | ↘11       | Нежновское сельское поселение     |
| 57  | Кайболово             | деревня              | ↘0        | Усть-Лужское сельское поселение   |
| 58  | Кайболово             | деревня              | ↗83       | Фалилеевское сельское поселение   |
| 59  | Калливере             | деревня              | ↘16       | Кузёмкинское сельское поселение   |
| 60  | Караваево             | деревня              | ↘10       | Котельское сельское поселение     |
| 61  | Карлово               | деревня              | ↘4        | Большелуцкое сельское поселение   |
| 62  | Кейкино               | деревня              | ↘88       | Кузёмкинское сельское поселение   |
| 63  | Кёрстово              | деревня              | ↘349      | Опольевское сельское поселение    |
| 64  | Кикерицы              | деревня              | ↗75       | Опольевское сельское поселение    |
| 65  | Килли                 | деревня              | ↗34       | Опольевское сельское поселение    |
| 66  | Кингисепп             | город                | ↘48 355   | Кингисеппское городское поселение |
| 67  | Кингисеппский         | посёлок              | ↗5179     | Большелуцкое сельское поселение   |
| 68  | Кирьямо               | деревня              | ↘9        | Усть-Лужское сельское поселение   |
| 69  | Кихтолка              | посёлок ж.д. станции | →0        | Котельское сельское поселение     |
| 70  | Клённо                | деревня              | ↘27       | Пустомержское сельское поселение  |
| 71  | Клённо                | посёлок ж.д. станции | ↘2        | Пустомержское сельское поселение  |
| 72  | Комаровка             | деревня              | ↗29       | Большелуцкое сельское поселение   |
| 73  | Коммунар              | деревня              | ↗63       | Опольевское сельское поселение    |
| 74  | Конново               | деревня              | ↘17       | Усть-Лужское сельское поселение   |
| 75  | Копаницы              | деревня              | ↘5        | Нежновское сельское поселение     |
| 76  | Корветино             | деревня              | ↘6        | Котельское сельское поселение     |
| 77  | Коростель             | деревня              | ↗8        | Кузёмкинское сельское поселение   |
| 78  | Корпово               | деревня              | ↗23       | Пустомержское сельское поселение  |
| 79  | Косколово             | деревня              | ↘27       | Вистинское сельское поселение     |
| 80  | Котельский            | посёлок              | ↘1860     | Котельское сельское поселение     |
| 81  | Котлы                 | деревня              | ↗635      | Котельское сельское поселение     |
| 82  | Котлы                 | посёлок ж.д. станции | ↗54       | Котельское сельское поселение     |
| 83  | Кошкино               | деревня              | ↘222      | Большелуцкое сельское поселение   |
| 84  | Кошкино               | деревня              | ↘3        | Вистинское сельское поселение     |
| 85  | Красная Горка         | деревня              | →5        | Вистинское сельское поселение     |
| 86  | Криуши                | посёлок ж.д. станции | ↘0        | Пустомержское сельское поселение  |
| 87  | Крупино               | деревня              | ↗6        | Котельское сельское поселение     |
| 88  | Курголово             | посёлок              | ↘17       | Усть-Лужское сельское поселение   |
| 89  | Куровицы              | деревня              | ↘59       | Большелуцкое сельское поселение   |
| 90  | Куты                  | деревня              | ↗59       | Опольевское сельское поселение    |
| 91  | Кямиши                | посёлок ж.д. станции | →3        | Котельское сельское поселение     |
| 92  | Липковицы             | деревня              | ↗13       | Котельское сельское поселение     |
| 93  | Липово                | деревня              | ↘18       | Усть-Лужское сельское поселение   |
| 94  | Литизно               | деревня              | ↘29       | Опольевское сельское поселение    |
| 95  | Логи                  | деревня              | ↘54       | Вистинское сельское поселение     |
| 96  | Логи                  | посёлок              | ↗11       | Вистинское сельское поселение     |
| 97  | Лоузно                | деревня              | ↘2        | Фалилеевское сельское поселение   |
| 98  | Лужицы                | деревня              | ↗84       | Усть-Лужское сельское поселение   |
| 99  | Луизино               | деревня              | ↘7        | Нежновское сельское поселение     |
| 100 | Лялицы                | деревня              | ↗141      | Опольевское сельское поселение    |
| 101 | Малая Пустомержа      | деревня              | ↘17       | Пустомержское сельское поселение  |
| 102 | Малая Рассия          | деревня              | ↘4        | Котельское сельское поселение     |
| 103 | Малое Кузёмкино       | деревня              | ↘12       | Кузёмкинское сельское поселение   |
| 104 | Малое Райково         | деревня              | ↘3        | Нежновское сельское поселение     |
| 105 | Малое Руддилово       | деревня              | ↗15       | Котельское сельское поселение     |
| 106 | Малый Луцк            | деревня              | ↗237      | Большелуцкое сельское поселение   |
| 107 | Манновка              | деревня              | ↗16       | Большелуцкое сельское поселение   |
| 108 | Мануйлово             | деревня              | ↗131      | Пустомержское сельское поселение  |
| 109 | Марфицы               | деревня              | ↘0        | Котельское сельское поселение     |
| 110 | Матовка               | деревня              | →0        | Котельское сельское поселение     |
| 111 | Маттия                | деревня              | ↗18       | Котельское сельское поселение     |
| 112 | Межники               | деревня              | ↘31       | Усть-Лужское сельское поселение   |
| 113 | Мишино                | деревня              | ↘18       | Вистинское сельское поселение     |
| 114 | Монастырьки           | деревня              | ↘6        | Нежновское сельское поселение     |
| 115 | Мышкино               | деревня              | ↘2        | Нежновское сельское поселение     |
| 116 | Нарядово              | деревня              | ↗57       | Котельское сельское поселение     |
| 117 | Недоблицы             | деревня              | ↗54       | Пустомержское сельское поселение  |
| 118 | Нежново               | деревня              | ↗267      | Нежновское сельское поселение     |
| 119 | Неппово               | посёлок              | ↘253      | Котельское сельское поселение     |
| 120 | Новись                | деревня              | ↗8        | Опольевское сельское поселение    |
| 121 | Новое Гарколово       | деревня              | ↘5        | Вистинское сельское поселение     |
| 122 | Новое Кузёмкино       | деревня              | ↘13       | Кузёмкинское сельское поселение   |
| 123 | Новое Устье           | деревня              | ↘0        | Нежновское сельское поселение     |
| 124 | Новопятницкое         | деревня              | ↗282      | Большелуцкое сельское поселение   |
| 125 | Новосёлки             | деревня              | ↗10       | Опольевское сельское поселение    |
| 126 | Онстопель             | деревня              | ↗85       | Пустомержское сельское поселение  |
| 127 | Ополье                | деревня              | ↗1030     | Опольевское сельское поселение    |
| 128 | Ореховая Горка        | деревня              | ↘7        | Ивангородское городское поселение |
| 129 | Орлы                  | деревня              | ↗20       | Большелуцкое сельское поселение   |
| 130 | Павлово               | деревня              | ↘108      | Нежновское сельское поселение     |
| 131 | Падога                | деревня              | ↘55       | Большелуцкое сельское поселение   |
| 132 | Пахомовка             | деревня              | ↘40       | Вистинское сельское поселение     |
| 133 | Пейпия                | деревня              | ↗33       | Нежновское сельское поселение     |
| 134 | Первое Мая            | деревня              | ↗105      | Большелуцкое сельское поселение   |
| 135 | Перелесье             | деревня              | ↘23       | Котельское сельское поселение     |
| 136 | Пиллово               | деревня              | ↗62       | Котельское сельское поселение     |
| 137 | Получье               | деревня              | ↘0        | Котельское сельское поселение     |
| 138 | Понделово             | деревня              | ↘6        | Котельское сельское поселение     |
| 139 | Поповка               | хутор                | ↗2        | Ивангородское городское поселение |
| 140 | Поречье               | деревня              | ↘0        | Пустомержское сельское поселение  |
| 141 | Порхово               | деревня              | ↗1820     | Кингисеппское городское поселение |
| 142 | Преображенка          | посёлок              | ↘70       | Усть-Лужское сельское поселение   |
| 143 | Пулково               | деревня              | ↘30       | Большелуцкое сельское поселение   |
| 144 | Пумалицы              | деревня              | ↗20       | Котельское сельское поселение     |
| 145 | Пятчино               | деревня              | ↘2        | Нежновское сельское поселение     |
| 146 | Раговицы              | деревня              | ↗56       | Опольевское сельское поселение    |
| 147 | Раннолово             | деревня              | ↗46       | Котельское сельское поселение     |
| 148 | Ратчино               | деревня              | ↗45       | Фалилеевское сельское поселение   |
| 149 | Ропша                 | деревня              | ↘73       | Кузёмкинское сельское поселение   |
| 150 | Ручьи                 | деревня              | ↘293      | Вистинское сельское поселение     |
| 151 | Ряттель               | деревня              | ↗29       | Котельское сельское поселение     |
| 152 | Савикино              | деревня              | ↘8        | Котельское сельское поселение     |
| 153 | Саккало               | деревня              | →13       | Опольевское сельское поселение    |
| 154 | Сала                  | деревня              | →28       | Большелуцкое сельское поселение   |
| 155 | Саркюля               | деревня              | ↘1        | Кузёмкинское сельское поселение   |
| 156 | Сашино                | деревня              | →0        | Котельское сельское поселение     |
| 157 | Свейск                | деревня              | ↗25       | Большелуцкое сельское поселение   |
| 158 | Семейское             | деревня              | ↘23       | Нежновское сельское поселение     |
| 159 | Серёжино              | деревня              | ↘39       | Большелуцкое сельское поселение   |
| 160 | Систа                 | деревня              | ↗19       | Фалилеевское сельское поселение   |
| 161 | Слободка              | деревня              | ↘25       | Вистинское сельское поселение     |
| 162 | Сменково              | деревня              | →7        | Вистинское сельское поселение     |
| 163 | Среднее Райково       | деревня              | ↗9        | Нежновское сельское поселение     |
| 164 | Среднее Село          | деревня              | ↗72       | Пустомержское сельское поселение  |
| 165 | Старое Гарколово      | деревня              | ↘10       | Вистинское сельское поселение     |
| 166 | Струпово              | деревня              | ↘13       | Кузёмкинское сельское поселение   |
| 167 | Сягло                 | деревня              | ↗14       | Пустомержское сельское поселение  |
| 168 | Тарайка               | посёлок              | ↗39       | Котельское сельское поселение     |
| 169 | Тикопись              | деревня              | ↗91       | Опольевское сельское поселение    |
| 170 | Тикопись              | посёлок ж.д. станции | ↗57       | Опольевское сельское поселение    |
| 171 | Тисколово             | деревня              | ↘9        | Усть-Лужское сельское поселение   |
| 172 | Торма                 | деревня              | ↗79       | Пустомержское сельское поселение  |
| 173 | Туганы                | посёлок ж.д. станции | ↘2        | Большелуцкое сельское поселение   |
| 174 | Тютицы                | деревня              | ↘5        | Котельское сельское поселение     |
| 175 | Ударник               | деревня              | ↘46       | Кузёмкинское сельское поселение   |
| 176 | Удосолово             | деревня              | ↘48       | Котельское сельское поселение     |
| 177 | Унатицы               | деревня              | ↗10       | Фалилеевское сельское поселение   |
| 178 | Ундово                | деревня              | ↗30       | Котельское сельское поселение     |
| 179 | Урмизно               | деревня              | ↘29       | Нежновское сельское поселение     |
| 180 | Усть-Луга             | посёлок              | ↘2273     | Усть-Лужское сельское поселение   |
| 181 | Утешение              | деревня              | ↘0        | Фалилеевское сельское поселение   |
| 182 | Фалилеево             | деревня              | ↗1062     | Фалилеевское сельское поселение   |
| 183 | Фёдоровка             | деревня              | ↘15       | Кузёмкинское сельское поселение   |
| 184 | Фёдоровка             | деревня              | →0        | Опольевское сельское поселение    |
| 185 | Хаболово              | деревня              | ↗79       | Котельское сельское поселение     |
| 186 | Ханике                | деревня              | ↗8        | Кузёмкинское сельское поселение   |
| 187 | Холодные Ручьи        | деревня              | →4        | Нежновское сельское поселение     |
| 188 | Югантово              | деревня              | ↘51       | Вистинское сельское поселение     |
| 189 | Юрки                  | деревня              | ↘4        | Пустомержское сельское поселение  |
| 190 | Ямсковицы             | деревня              | ↗87       | Опольевское сельское поселение    |

13 декабря 2001 года были упразднены деревня Новый Луцк, посёлки Лесобиржа и Касколовка.

## Местное самоуправление
Местное самоуправление в районе осуществляется на основании устава, который был утверждён решением Совета депутатов МО «Кингисеппский муниципальный район» № 13-с от 7 декабря 2005 года.

### Представительная власть
Представительную власть в районе осуществляет Совет депутатов. В него входят по 2 представителя от каждого поселения района: глава поселения и один из депутатов, избранный Советом депутатов поселения из своих рядов. Совет депутатов района возглавляет глава района, выбираемый Советом из своих рядов. С 24 сентября 2014 года главой района является Сергеев Александр Иванович (он же глава Кингисеппского городского поселения).
Со следующего созыва порядок формирования Совета депутатов изменится. Он будет состоять из 25 депутатов, которые будут избираться жителями района.

### Исполнительная власть
Исполнительную власть в районе осуществляет администрация. Глава администрации назначается на срок 4 года Советом депутатов из числа кандидатов, отобранных специальной конкурсной комиссией, члены которой назначаются Советом депутатов района и губернатором Ленинградской области. С 1 января 2010 года до 31 декабря 2014 года главой администрации района является Виктор Эвальдович Гешеле.
У него есть 1 первый заместитель, 3 заместителя и помощник.
В состав администрации входят следующие подразделения:
- Комитет финансов
- Отдел бухгалтерского учёта и отчётности
- Отдел по делам ГО и ЧС
- Юридическая служба
- Отдел кадров и спецработы
- Комитет экономики и инвестиций, торговли, сельского хозяйства и экономического контроля
- Комитет по управлению имуществом
- Отдел архитектуры и градостроительства
- Отдел по ЖКХ, строительству и жилищным вопросам
- Комитет по образованию
- Отдел культуры, молодёжной политики и спорта
- Архивный отдел
- Отдел ЗАГС
- Комиссия по делам несовершеннолетних и защите их прав
- Отдел по взаимодействию с органами МСУ и организационным вопросам
- Административная комиссия

## Экономика
Район является преимущественно промышленным. Развиты следующие отрасли:
- Химическая промышленность — производство минеральных удобрений и коагулянта
- Пищевая промышленность — рыбо- и мясоперерабатывающие комбинаты, производство алкогольной продукции, хлебобулочная и молочная промышленность
- Стекольная промышленность — производство стеклянной тары для пищевой промышленности

Также представлены швейное производство, чёрная металлургия, производство строительных материалов.
Сельское хозяйство района специализировано на молочном животноводстве.
Развита торговля. Присутствие крупных федеральных и региональных сетей говорит о высоком уровне развития потребительского рынка.

## Транспорт

### Железнодорожный транспорт
По территории района проходят следующие железные дороги:
- Мга — Гатчина — Веймарн — Ивангород
- Санкт-Петербург — Калище — Котлы — Усть-Луга
- Котлы — Веймарн
- Веймарн — Гдов

В 2017 году завершена электрификация линии Гатчина — Веймарн — Усть-Луга.
Пассажирское сообщение осуществляется пригородными поездами Санкт-Петербург — Ивангород и Санкт-Петербург — Веймарн — Сланцы. Также по линии Гатчина — Ивангород проходит 3 пары поездов дальнего следования Санкт-Петербург — Таллин и Москва — Таллин.

### Автомобильные дороги
По территории района проходят автодороги:
- А180 «Нарва» (E 20) (Санкт-Петербург — Ивангород — граница с Эстонией)
- 41А-002 (Гатчина — Ополье)
- 41А-007 (Санкт-Петербург — Ручьи)
- 41А-186 (Толмачёво — автодорога «Нарва»)
- 41К-005 (Псков — Краколье)
- 41К-008 (Петродворец — ур. Криково)
- 41К-109 (Лужицы — Первое Мая)
- 41К-113 (Усть-Луга — Струпово)
- 41К-014 (Волосово — Керново)
- 41К-018 (Копорье — Ручьи)
- 41К-109 (Лужицы — Первое Мая)
- 41К-110 (Котлы — Урмизно)
- 41К-111 (Перелесье — Гурлёво)
- 41К-112 (Домашово — Большое Руддилово)
- 41К-113 (Усть-Луга — Струпово)
- 41К-114 (подъезд к г. Кингисепп)
- 41К-188 (Гостицы — Большая Пустомержа)
- 41К-232 (Гурлёво — Кёрстово)
- 41К-577 (подъезд к пос. Неппово)
- 41К-578 (подъезд к дер. Малая Рассия)
- 41К-579 (Кингисепп — Манновка)
- 41К-584 (Кингисепп — Порхово)
- 41К-586 (подъезд к дер. Калливере)
- 41К-588 (Великино — Хаболово)
- 41К-589 (Пятчино — Пейпия)
- 41К-590 (подъезд к дер. Недоблицы)
- 41К-592 (подъезд к ст. Тикопись)
- 41К-595 (подъезд к дер. Корпово)
- 41К-597 (подъезд к дер. Захонье)
- 41К-598 (Малое Райково — Копаницы)
- 41К-601 (подъезд к дер. Клённо)
- 41К-607 (подъезд к дер. Понделово)
- 41К-609 (подъезд к дер. Иципино)
- 41К-612 (Семейское — Мышкино)
- 41К-613 (подъезд к дер. Лоузно)
- 41К-614 (Куровицы — Орлы)
- 41К-615 (подъезд к дер. Пиллово)
- 41К-616 (подъезд к дер. Волково)
- 41К-617 (Перелесье — Арболово)
- 41К-618 (Ивановское — Юрки)
- 41К-620 (подъезд к дер. Марфицы)
- 41К-621 (подъезд к дер. Большая Рассия)

### Автобусное сообщение
Автобусное сообщение в районе представлено:
- городскими маршрутами Кингисеппа и Ивангорода
- пригородными маршрутами, основная часть которых отправляется от Кингисеппа
- междугородными маршрутами, большая часть которых проходит через территорию района транзитом

Пассажирские автобусные перевозки, в основном, осуществляются компаниями группы предприятий «Старт»:
- ООО «Пассажиравтотранс»
- АО «Ивангородское АТП»

Также несколько индивидуальных предпринимателей осуществляют перевозки по маршрутам Кингисепп — Санкт-Петербург и Ивангород — Санкт-Петербург.
Расписание автобусов и поездов Архивная копия от 21 февраля 2009 на Wayback Machine

### Водный транспорт
Морской порт Усть-Луга является одним из наиболее динамично развивающихся в России.

## Достопримечательности
Административный центр Кингисепп имеет давнюю историю, поэтому в районе расположены древние крепости, а также музеи и природные заповедники. В том числе к достопримечательностям относятся:
- Крепость Ям — крепость, заложенная в 1384 году[47].

- Кургальский заказник — полуостров, окружённый акваторией Финского залива. На территории находятся балтийские кольчатые нерпы, занесённые в Красную книгу[48].
- Пятиглавый Екатерининский собор — построен при Екатерине II придворным архитектором Антонио Ринальди[48].
- Ивангород — приграничный город на реке Нарве, через которую ведёт мост в Эстонию[48].

- Ижорский музей в Вистино — расположен на Сойкинском полуострове[49].

В районе имеется большое количество исторических усадеб и парков, в том числе:
- Парк Романовка, бывшее имение К. И. Бистрома в Кингисеппе[50].
- Усадьба Альбрехтов в Котлах[51].
- Башня Дибича в Старом Гарколово[52].
- Усадьба Альбрехтов в Утешении[53].
- Сойкинская Святыня — церковь Николая Чудотворца на Сойкинском полуострове[54].

## Побратимские связи
- Город Засниц
- Город Йыхви
- Город Нарва
- Город Нарва-Йыэсуу
- Город Кохтла-Ярве
- Город Нарвик
- Город Райсио
- Город Жэньхуай